# Le Changeur et sa Femme (1539)
Le Changeur et sa Femme est un tableau réalisé en 1539 par le peintre néerlandais Marinus van Reymerswale. Le tableau se trouve au Musée du Prado à Madrid.

## Description
La société flamande des XVe et XVIe siècles est représentée non seulement par des scènes religieuses ou domestiques et des portraits individuels, mais aussi par des portraits de groupe et de corporations des membres d'un métier particulier. Ces peintures de genre peuvent être à la fois inspirées et satiriques par nature. 
Traditionnellement, on pense que l'œuvre de Reymerswale, par analogie avec une œuvre similaire de Quentin Metsys (1514, musée du Louvre, Paris), critique l'usure. Ceci est soutenu par le désordre incompréhensible de la pièce, les vêtements délibérément riches des personnages et l'expression avide sur le visage du couple qui pèse les pièces. Cette interprétation a toutefois été révisée par la suite, et l'on pense aujourd'hui qu'il s'agit de l'une des premières œuvres à rendre hommage aux marchands et à leurs activités. En tout cas, ce sont eux qui ont commandé des peintures de ce type. 
Reymerswale écrit minutieusement chaque détail, sans omettre aucun des sujets, comme en témoigne même sa signature sur la feuille de papier représentée à l'arrière-plan. Son intérêt pour l'exploration des lois de la perspective est clairement évident dans son travail sur la forme de la trousse à crayons posée sur la table - son couvercle ouvert est montré en perspective audacieuse.
Le tableau témoigne de l'importance sociale et économique de la banque au XVe siècle.

## Historique
C'est la plus ancienne œuvre documentée de Marinus van Reymerswale. Le tableau a été acquis par Pedro Dávila y Zúñiga (1498-1567), 1er marquis de Las Navas, et a plus tard appartenu à María de los Ángeles Medina y Garvey, duchesse de Tarifa. Il est arrivé au musée du Prado en 1932 en vertu de son testament.
Le tableau est une variation relativement proche de Le Prêteur et sa femme de Quentin Metsys de la collection du musée du Louvre, réalisé en 1514 (peinture à l'huile sur panneau de 70,5 × 37 cm ; no  d'inventaire INV. 1444). 
Il existe des reproductions du tableau dans la collection du musée de l'Ermitage de Saint-Pétersbourg et de l'Alte Pinakothek de Munich.